# فم الجمعة
فم الجمعة (لغة إنجليزية:Foum Jamaa) هي قرية مغربية وسط البلاد. تنتمي فم الجمعة إلى دائرة بزو، بإقليم أزيلال. وتضم 5.613 نسمة (حسب الإحصاء الرسمي 2012). وبالرغم من أن فم الجمعة يعتبر المركز التجاري الأول على مستوى إقليم أزيلال،إلا أنه لا يزال يعيش خارج التغطية

## عن المركز قديما
حسب الروايات الشفوية لبعض الشيوخ، كان مركز فم الجمعة أيام اليهود الذين رحلوا عن المركز أواخر الستينيات وبداية السبعينيات، مزدهرا، كونهم كانوا يتحكمون في التجارة بالمنطقة، حيث يشترون المنتجات المحلية كالزيت و اللوز، ويبيعونها بالبيضاء مقابل تزويد إقليم أزيلال بكل ما يحتاجه من باقي السلع الاستهلاكية الأخرى. أما معاملاتهم مع المسلمين وحسب مجموعة من المصادر، فقد كانت جيدة، حيث يكتفون بعائد استثماراتهم معهم مثل منحهم الأرض لاستغلالها أو منحهم رؤوس ماشية لتربيتها دون الاستفسار عن كثرتها أو قلتها، حتى في حالة غش المسلمين لهم أو تقليص نصيبهم.

## الجانب السياسي
بالرغم من كون مركز فم الجمعة صغيرا، حسب يونس حماد كاتب الفرع المحلي لحزب العدالة والتنمية، فهو منتعش ومزدهر وهناك أطياف سياسية كثيرة جدا، إلا أن المهيكل منها لا يتجاوز أربعة أحزاب: العدالة والتنمية ، الحزب العمالي ، الاتحاد الاشتراكي و حزب الاستقلال. ألا أن حزب العدالة والتنمية يهدف لخلق قاعدة اجتماعية بالمركز وأيضا تنمية الوعي السياسي وكذلك المشاركة في الانتخابات وتسيير الشأن المحلي.

## الجانب الاجتماعي
وفقا ليونس حماد كاتب الفرع المحلي لحزب العدالة والتنمية، فإن جماعة فم الجمعة تعاني مجموعة من المشاكل كغيرها من باقي المناطق الجبلية الأخرى. حيث تصنف مثلها مثل المجلس نفسه، ضمن الجماعات التي ليست لها إمكانيات. فهي فقيرة ومداخلها قليلة. حيث يمتلأ المركز بالأوساخ عقب التطهير الصلب ، والمشكلة ذاتها في حالة التطهير السائل حيث المياه العدمة تجري وسط الأزقة في غياب قنوات تصريفها. وهناك أيضا مشكلة الطريق الرئيسية والطرق الفرعية، ومشكلة الأمن حيث يقع مركز فم الجمعة ضمن النفوذ الترابي لمركز الدرك الملكي لايمداحن بوادي العبيد والذي يبعد بحوالي 26 كلم عن المركز، لأن فقط وجود مركز الدرك الملكي بفم الجمعة فهو يطمئن الخائف ويخيف المعتدي.

## دواوير الجماعة
- دوار أيت عمر
- الملاح معروف أنه المركز
- دوار لمعادين